# Manuel Witting
Manuel Witting (Viena, Austria, 26 de julio de 1977) es un actor austríaco.

## Biografía
Manuel Witting pertenece a una de las más importantes familias de la escena en Austria, los Hörbiger. Sus abuelos eran los actores Attila Hörbiger y Paula Wessely. Su madre, Maresa Hörbiger, y su padre, Dieter Witting, se dedican también a la interpretación.
Witting se formó en el Conservatorio de la ciudad de Viena. En su ciudad natal, ha subido a los escenarios de diversos teatros como el Renaissancetheater o el Josefstadt.

## Carrera
Su primera aparición en televisión fue en la conocida serie Rex, un policía diferente, donde ha intervenido en varias ocasiones. 
En el año 2001, consiguió su primer papel protangonista en la serie Zwei Engel auf Streife. 
Se dio a conocer en su país gracias a su participación en la serie policiaca SOKO Donau, de la cadena austríaca ORF.
En la gran pantalla hizo su debut en 1999 con la película Kaliber Deluxe.